# Akiko Yamamoto
Akiko Yamamoto (japanisch 山本 亜希子 Yamamoto Akiko; * 20. Jahrhundert) ist eine japanische Pianistin.

## Leben
Als vierjähriges Kind studierte Yamamoto in Tokyo bei Nobuko Amada. Durch die Hilfe der Meiji-Yasuda Quality of Life Stiftung sowie der japanischen Kultur Stiftung bildete sie sich bei Michail Woskressenski in Moskau am Tschaikowski-Konservatorium weiter, wo sie es auch beendete. Sie spielte Konzerte in Westeuropa, Russland, Japan und den USA. Zu ihrem Auftritt mit dem Quatuor Ebène schreibt das NDR-Feuilleton: „In der Pianistin Akiko Yamamoto hat das Quartett eine kongeniale Partnerin gefunden ... Akiko Yamamoto lässt den Streichern genug Spielraum und Luft zum Atmen, kann aber auch kraftvoll und leidenschaftlich zupacken, wo es Brahms vorschreibt.“ Seit 2004 nimmt sie jedes Jahr am Musikfestival in Wissembourg teil.

## Auszeichnungen
- Sie gewann 2004 den XIV. Internationalen Robert-Schumann-Wettbewerb für Klavier und Gesang in Zwickau.[3]
- 2002 errang sie den zweiten Preis beim Musik-Wettbewerb in Genf.[4]